# Birgitta av York
Birgitta (Bridget) av York, född i Eltham, Kent, 1480, död 1517, var en engelsk prinsessa, dotter till kung Edvard IV av England och Elisabet Woodville. 
Birgittas föräldrar bestämde vid hennes födelse att överlämna henne till kyrkan, och hon tros ha förts till klostret Dartford Priory i Dartford vid sju års ålder år 1487. Hon avlade klosterlöften där och tillbringade resten av sitt liv som nunna innanför klostrets väggar. Det finns omständigheter som tyder på att ett av klostrets föräldralösa barn, Agnes från Eltham, var hennes dotter. Birgitta brevväxlade livligt med sin syster, drottning Elisabet av York, som betalade för både Birgittas och Agnes utgifter.